# Manuel Turizo/Auszeichnungen für Musikverkäufe

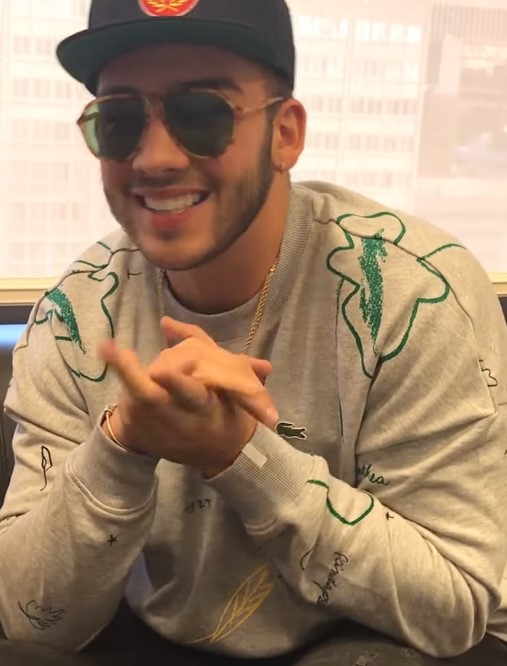
Manuel Turizo (2018)

Dies ist eine Übersicht über die Auszeichnungen für Musikverkäufe des kolumbianischen Sängers Manuel Turizo. Die Auszeichnungen finden sich nach ihrer Art (Gold, Platin usw.), nach Staaten getrennt in chronologischer Reihenfolge, geordnet sowie nach den Tonträgern selbst, ebenfalls in chronologischer Reihenfolge, getrennt nach Medium (Alben, Singles usw.), wieder.

## Auszeichnungen
| - Argentinien - 2019: für die Single Una lady como tú - 2021: für die Single Maldita foto - Brasilien - 2022: für die Single La nota - 2024: für die Single El merengue - 2024: für die Single Copa vacía - 2025: für die Single Vagabundo - Chile - 2023: für die Single El merengue - Frankreich - 2025: für die Single El merengue - Italien - 2023: für das Lied Te quemaste - 2024: für die Single El merengue - Kolumbien - 2022: für die Single Será - 2025: für die Single Qué pecao - Mexiko - 2021: für die Single Una vez más - 2021: für die Single No Encuentro Palabras - 2022: für die Single Mala costumbre - 2022: für die Single Amor en coma - 2023: für das Lied Pegao - 2024: für die Single Esperándote - 2025: für die Single Una Cerveza - 2025: für die Single No Te Hagas La Loca - 2025: für die Single Desconocidos - Peru - 2019: für die Single Una lady como tú - Spanien - 2023: für die Single Borraxxa - 2024: für die Single Amor en coma - 2024: für die Single En cero - 2024: für die Single Éxtasis - 2024: für die Single La presión - 2024: für die Single Loco (Remix) - 2024: für die Single No Encuentro Palabras - 2024: für die Single Pa olvidarte (Remix) - 2024: für die Single Sola - 2024: für die Single Te Olvido - 2024: für die Single Vacaciones - 2024: für das Lied Bailemos - 2024: für die Single Maldita foto - 2024: für die Single Mamasota - 2025: für das Lied De vuelta - 2025: für die Single Que haces - Vereinigte Staaten - 2019: für die Single No Te Hagas La Loca (Latin) - 2023: für die Single De Lunes a Lunes (Latin) - Zentralamerika - 2018: für die Single Dejate llevar - Brasilien - 2024: für die Single Desconocidos - Chile - 2019: für die Single Una lady como tú - Frankreich - 2025: für die Single La bachata - Italien - 2018: für die Single Una lady como tú - Kanada - 2023: für die Single La bachata - 2024: für die Single El merengue - Kolumbien - 2018: für die Single Esperándote - 2021: für die Single La nota - Mexiko - 2022: für die Single Borraxxa - 2024: für das Album 2000 - 2025: für die Single Nada ha cambiado - 2025: für das Album Dopamina - Peru - 2023: für die Single La bachata - Schweiz - 2023: für die Single La bachata - 2024: für die Single El merengue - Spanien - 2019: für die Single Esclavo de tus besos - 2020: für die Single TBT - 2021: für die Single Mala costumbre - 2024: für die Single Aleluya - 2024: für die Single Cúrame - 2024: für die Single Esperándote - 2024: für die Single Los cachos - 2024: für die Single Culpables - 2024: für die Single Qué pecao - 2025: für die Single Color Esperanza 2020 - 2025: für die Single Déjalo - Vereinigte Staaten - 2019: für die Single Aleluya (Latin) - 2019: für die Single Culpables (Latin) - 2019: für die Single Déjalo (Latin) - 2019: für die Single En cero (Latin) - 2019: für die Single Esclavo de tus besos (Latin) - 2019: für die Single Sola (Latin) - 2020: für das Lied Pegao (Latin) - 2021: für das Album Dopamina (Latin) - 2023: für die Single Éxtasis (Latin) - 2023: für die Single Una vaina loca (Latin) - 2024: für die Single La bachata - Zentralamerika - 2022: für die Single TBT - 2022: für die Single Mala costumbre - 2022: für das Album Dopamina - 2022: für die Single Amor en coma | - Mexiko - 2023: für die Single Cúrame - 2025: für die Single Copa vacía - 2025: für die Single Sola - 2025: für die Single De Lunes a Lunes - Brasilien - 2023: für die Single La bachata - Italien - 2024: für die Single La bachata - 2024: für die Single Vaina loca - Kolumbien - 2017: für die Single Déjala que vuelva - 2021: für die Single Quiéreme mientras se pueda - Mexiko - 2019: für die Single Déjate llevar - 2023: für das Lied Te quemaste - 2025: für die Single Culpables - 2025: für die Single Una lady como tú - Spanien - 2018: für die Single Déjate llevar - 2024: für die Single Quiéreme mientras se pueda - 2024: für die Single Copa vacía - Vereinigte Staaten - 2019: für die Single Esperándote (Latin) - 2020: für die Single Dile la verdad (Latin) - 2023: für das Album 2000 (Latin) - 2023: für die Single El merengue (Latin) - 2023: für die Single Te Olvido (Latin) - Mexiko - 2025: für die Single La nota - 2025: für die Single La bachata - Kanada - 2019: für die Single Una lady como tú - Mexiko - 2019: für die Single Déjala que vuelva - 2022: für die Single TBT - Spanien - 2024: für die Single Déjala que vuelva - 2024: für das Lied Te quemaste - 2024: für die Single Una vaina loca - 2024: für die Single Desconocidos - Vereinigte Staaten - 2020: für die Single Pa olvidarte (Remix) (Latin) - 2022: für die Single TBT (Latin) - 2023: für die Single Los cachos (Latin) - Zentralamerika - 2022: für die Single Quiéreme mientras se pueda - 2022: für die Single La bachata - 2025: für die Single Vagabundo - Ecuador - 2022: für die Single TBT - Mexiko - 2024: für das Album ADN - 2025: für die Single Quiéreme mientras se pueda - 2025: für die Single El merengue - 2025: für die Single Esclavo de tus besos - Portugal - 2024: für die Single El merengue - Spanien - 2021: für die Single La nota - 2024: für die Single 1000cosas - Vereinigte Staaten - 2021: für die Single Cúrame (Latin) - 2024: für die Single Loco (Remix) (Latin) - Zentralamerika - 2022: für die Single La nota - Mexiko - 2024: für die Single Aleluya - 2024: für die Single Color Esperanza 2020 | - Spanien - 2024: für die Single Una lady como tú - Vereinigte Staaten - 2025: für die Single Quiéreme mientras se pueda (Latin) - 2025: für die Single Copa vacía (Latin) - Spanien - 2024: für die Single Vaina loca - Vereinigte Staaten - 2023: für die Single El merengue (Latin) - Portugal - 2025: für die Single La bachata - Vereinigte Staaten - 2019: für die Single Una lady como tú (Latin) - 2025: für die Single Vagabundo (Latin) - Spanien - 2025: für die Single Vagabundo - Spanien - 2024: für die Single El merengue - Vereinigte Staaten - 2021: für die Single Desconocidos (Latin) - 2022: für die Single La nota (Latin) - 2023: für die Single Déjala que vuelva (Latin) - Spanien - 2025: für die Single La bachata - Vereinigte Staaten - 2023: für die Single La bachata (Latin) - Chile - 2020: für die Single Déjala que vuelva - 2023: für die Single La bachata - Kolumbien - 2019: für die Single Una lady como tú - Mexiko - 2024: für die Single Esperándote - 2025: für die Single Culpables - 2025: für die Single Quiéreme mientras se pueda - 2025: für die Single La nota - 2025: für die Single Una Cerveza - Peru - 2023: für die Single La bachata - Mexiko - 2025: für die Single La bachata - Mexiko - 2025: für die Single Una lady como tú - 2025: für die Single Desconocidos |

## Auszeichnungen nach Alben

### ADN
| Land/Region       | Auszeichnungen für Musikverkäufe (Land/Region, Auszeichnung, Verkäufe) | Verkäufe |
| ----------------- | ---------------------------------------------------------------------- | -------- |
| Mexiko (AMPROFON) | 4× Platin                                                              | 240.000  |
| Insgesamt         | 4× Platin ·                                                            | 240.000  |

### Dopamina
| Land/Region               | Auszeichnungen für Musikverkäufe (Land/Region, Auszeichnung, Verkäufe) | Verkäufe |
| ------------------------- | ---------------------------------------------------------------------- | -------- |
| Mexiko (AMPROFON)         | Platin                                                                 | 140.000  |
| Vereinigte Staaten (RIAA) | Platin                                                                 | 60.000   |
| Zentralamerika (CFC)      | Platin                                                                 | 10.000   |
| Insgesamt                 | 3× Platin ·                                                            | 210.000  |

### 2000
| Land/Region               | Auszeichnungen für Musikverkäufe (Land/Region, Auszeichnung, Verkäufe) | Verkäufe |
| ------------------------- | ---------------------------------------------------------------------- | -------- |
| Mexiko (AMPROFON)         | Platin                                                                 | 140.000  |
| Vereinigte Staaten (RIAA) | 2× Platin                                                              | 120.000  |
| Insgesamt                 | 3× Platin ·                                                            | 260.000  |

## Auszeichnungen nach Singles

### Una lady como tú
| Land/Region               | Auszeichnungen für Musikverkäufe (Land/Region, Auszeichnung, Verkäufe) | Verkäufe  |
| ------------------------- | ---------------------------------------------------------------------- | --------- |
| Argentinien (CAPIF)       | Gold                                                                   | 10.000    |
| Chile (IFPI)              | Platin                                                                 | 120.000   |
| Italien (FIMI)            | Platin                                                                 | 50.000    |
| Kanada (MC)               | 3× Platin                                                              | 240.000   |
| Kolumbien (ASINCOL)       | Diamant                                                                | 100.000   |
| Mexiko (AMPROFON)         | 3× Diamant · + 2× Platin                                               | 1.020.000 |
| Peru (UNIMPRO)            | Gold                                                                   | 3.000     |
| Spanien (Promusicae)      | 5× Platin                                                              | 300.000   |
| Vereinigte Staaten (RIAA) | 8× Platin                                                              | 480.000   |
| Insgesamt                 | 2× Gold · 20× Platin · 4× Diamant ·                                    | 2.323.000 |

### Déjala que vuelva
| Land/Region               | Auszeichnungen für Musikverkäufe (Land/Region, Auszeichnung, Verkäufe) | Verkäufe  |
| ------------------------- | ---------------------------------------------------------------------- | --------- |
| Chile (IFPI)              | Diamant                                                                | 500.000   |
| Kolumbien (ASINCOL)       | 2× Platin                                                              | 40.000    |
| Mexiko (AMPROFON)         | 3× Platin                                                              | 180.000   |
| Spanien (Promusicae)      | 3× Platin                                                              | 180.000   |
| Vereinigte Staaten (RIAA) | 11× Platin                                                             | 660.000   |
| Insgesamt                 | 9× Platin · 2× Diamant ·                                               | 1.560.000 |

### Déjate llevar
| Land/Region          | Auszeichnungen für Musikverkäufe (Land/Region, Auszeichnung, Verkäufe) | Verkäufe |
| -------------------- | ---------------------------------------------------------------------- | -------- |
| Mexiko (AMPROFON)    | 2× Platin                                                              | 120.000  |
| Spanien (Promusicae) | 2× Platin                                                              | 80.000   |
| Zentralamerika (CFC) | Gold                                                                   | 35.000   |
| Insgesamt            | 1× Gold · 4× Platin ·                                                  | 235.000  |

### Esperándote
| Land/Region               | Auszeichnungen für Musikverkäufe (Land/Region, Auszeichnung, Verkäufe) | Verkäufe |
| ------------------------- | ---------------------------------------------------------------------- | -------- |
| Kolumbien (ASINCOL)       | Platin                                                                 | 20.000   |
| Mexiko (AMPROFON)         | Diamant · + Gold                                                       | 330.000  |
| Spanien (Promusicae)      | Platin                                                                 | 60.000   |
| Vereinigte Staaten (RIAA) | 2× Platin                                                              | 120.000  |
| Insgesamt                 | 1× Gold · 4× Platin · 1× Diamant ·                                     | 530.000  |

### Vaina loca
| Land/Region          | Auszeichnungen für Musikverkäufe (Land/Region, Auszeichnung, Verkäufe) | Verkäufe |
| -------------------- | ---------------------------------------------------------------------- | -------- |
| Italien (FIMI)       | 2× Platin                                                              | 200.000  |
| Spanien (Promusicae) | 6× Platin                                                              | 360.000  |
| Insgesamt            | 8× Platin ·                                                            | 560.000  |

### Culpables
| Land/Region               | Auszeichnungen für Musikverkäufe (Land/Region, Auszeichnung, Verkäufe) | Verkäufe |
| ------------------------- | ---------------------------------------------------------------------- | -------- |
| Mexiko (AMPROFON)         | Diamant · + 2× Platin                                                  | 420.000  |
| Spanien (Promusicae)      | Platin                                                                 | 60.000   |
| Vereinigte Staaten (RIAA) | Platin                                                                 | 60.000   |
| Insgesamt                 | 4× Platin · 1× Diamant ·                                               | 540.000  |

### Una vez más
| Land/Region       | Auszeichnungen für Musikverkäufe (Land/Region, Auszeichnung, Verkäufe) | Verkäufe |
| ----------------- | ---------------------------------------------------------------------- | -------- |
| Mexiko (AMPROFON) | Gold                                                                   | 30.000   |
| Insgesamt         | 1× Gold ·                                                              | 30.000   |

### Desconocidos
| Land/Region               | Auszeichnungen für Musikverkäufe (Land/Region, Auszeichnung, Verkäufe) | Verkäufe  |
| ------------------------- | ---------------------------------------------------------------------- | --------- |
| Brasilien (PMB)           | Platin                                                                 | 40.000    |
| Mexiko (AMPROFON)         | 3× Diamant · + Gold                                                    | 930.000   |
| Spanien (Promusicae)      | 3× Platin                                                              | 180.000   |
| Vereinigte Staaten (RIAA) | 11× Platin                                                             | 660.000   |
| Insgesamt                 | 1× Gold · 5× Platin · 4× Diamant ·                                     | 1.810.000 |

### Sola
| Land/Region               | Auszeichnungen für Musikverkäufe (Land/Region, Auszeichnung, Verkäufe) | Verkäufe |
| ------------------------- | ---------------------------------------------------------------------- | -------- |
| Mexiko (AMPROFON)         | 3× Gold                                                                | 90.000   |
| Spanien (Promusicae)      | Gold                                                                   | 30.000   |
| Vereinigte Staaten (RIAA) | Platin                                                                 | 60.000   |
| Insgesamt                 | 2× Gold · 2× Platin ·                                                  | 180.000  |

### Déjalo
| Land/Region               | Auszeichnungen für Musikverkäufe (Land/Region, Auszeichnung, Verkäufe) | Verkäufe |
| ------------------------- | ---------------------------------------------------------------------- | -------- |
| Spanien (Promusicae)      | Gold                                                                   | 30.000   |
| Vereinigte Staaten (RIAA) | Platin                                                                 | 60.000   |
| Insgesamt                 | 1× Gold · 1× Platin ·                                                  | 90.000   |

### Dile la verdad
| Land/Region               | Auszeichnungen für Musikverkäufe (Land/Region, Auszeichnung, Verkäufe) | Verkäufe |
| ------------------------- | ---------------------------------------------------------------------- | -------- |
| Vereinigte Staaten (RIAA) | 2× Platin                                                              | 120.000  |
| Insgesamt                 | 2× Platin ·                                                            | 120.000  |

### Pa olvidarte (Remix)
| Land/Region               | Auszeichnungen für Musikverkäufe (Land/Region, Auszeichnung, Verkäufe) | Verkäufe |
| ------------------------- | ---------------------------------------------------------------------- | -------- |
| Spanien (Promusicae)      | Gold                                                                   | 30.000   |
| Vereinigte Staaten (RIAA) | 3× Platin                                                              | 180.000  |
| Insgesamt                 | 1× Gold · 3× Platin ·                                                  | 210.000  |

### Esclavo de tus besos
| Land/Region               | Auszeichnungen für Musikverkäufe (Land/Region, Auszeichnung, Verkäufe) | Verkäufe |
| ------------------------- | ---------------------------------------------------------------------- | -------- |
| Mexiko (AMPROFON)         | 4× Platin                                                              | 240.000  |
| Spanien (Promusicae)      | Platin                                                                 | 40.000   |
| Vereinigte Staaten (RIAA) | Platin                                                                 | 60.000   |
| Insgesamt                 | 6× Platin ·                                                            | 340.000  |

### No Te Hagas La Loca
| Land/Region               | Auszeichnungen für Musikverkäufe (Land/Region, Auszeichnung, Verkäufe) | Verkäufe |
| ------------------------- | ---------------------------------------------------------------------- | -------- |
| Mexiko (AMPROFON)         | Gold                                                                   | 30.000   |
| Vereinigte Staaten (RIAA) | Gold                                                                   | 30.000   |
| Insgesamt                 | 2× Gold ·                                                              | 60.000   |

### En cero
| Land/Region               | Auszeichnungen für Musikverkäufe (Land/Region, Auszeichnung, Verkäufe) | Verkäufe |
| ------------------------- | ---------------------------------------------------------------------- | -------- |
| Spanien (Promusicae)      | Gold                                                                   | 30.000   |
| Vereinigte Staaten (RIAA) | Platin                                                                 | 60.000   |
| Insgesamt                 | 1× Gold · 1× Platin ·                                                  | 90.000   |

### Cúrame
| Land/Region               | Auszeichnungen für Musikverkäufe (Land/Region, Auszeichnung, Verkäufe) | Verkäufe |
| ------------------------- | ---------------------------------------------------------------------- | -------- |
| Spanien (Promusicae)      | Gold                                                                   | 30.000   |
| Mexiko (AMPROFON)         | 3× Gold                                                                | 90.000   |
| Vereinigte Staaten (RIAA) | 4× Platin                                                              | 240.000  |
| Insgesamt                 | 2× Gold · 5× Platin ·                                                  | 360.000  |

### Aleluya
| Land/Region               | Auszeichnungen für Musikverkäufe (Land/Region, Auszeichnung, Verkäufe) | Verkäufe |
| ------------------------- | ---------------------------------------------------------------------- | -------- |
| Mexiko (AMPROFON)         | 9× Gold                                                                | 270.000  |
| Spanien (Promusicae)      | Platin                                                                 | 60.000   |
| Vereinigte Staaten (RIAA) | Platin                                                                 | 60.000   |
| Insgesamt                 | 1× Gold · 6× Platin ·                                                  | 390.000  |

### Nada ha cambiado
| Land/Region       | Auszeichnungen für Musikverkäufe (Land/Region, Auszeichnung, Verkäufe) | Verkäufe |
| ----------------- | ---------------------------------------------------------------------- | -------- |
| Mexiko (AMPROFON) | Platin                                                                 | 60.000   |
| Insgesamt         | 1× Platin ·                                                            | 60.000   |

### No Encuentro Palabras
| Land/Region          | Auszeichnungen für Musikverkäufe (Land/Region, Auszeichnung, Verkäufe) | Verkäufe |
| -------------------- | ---------------------------------------------------------------------- | -------- |
| Mexiko (AMPROFON)    | Gold                                                                   | 30.000   |
| Spanien (Promusicae) | Gold                                                                   | 30.000   |
| Insgesamt            | 2× Gold ·                                                              | 60.000   |

### Borraxxa
| Land/Region          | Auszeichnungen für Musikverkäufe (Land/Region, Auszeichnung, Verkäufe) | Verkäufe |
| -------------------- | ---------------------------------------------------------------------- | -------- |
| Mexiko (AMPROFON)    | Platin                                                                 | 60.000   |
| Spanien (Promusicae) | Gold                                                                   | 30.000   |
| Insgesamt            | 1× Gold · 1× Platin ·                                                  | 90.000   |

### TBT
| Land/Region               | Auszeichnungen für Musikverkäufe (Land/Region, Auszeichnung, Verkäufe) | Verkäufe |
| ------------------------- | ---------------------------------------------------------------------- | -------- |
| Ecuador (SOPROFON)        | 4× Platin                                                              | 24.000   |
| Mexiko (AMPROFON)         | 3× Platin                                                              | 180.000  |
| Spanien (Promusicae)      | Platin                                                                 | 40.000   |
| Vereinigte Staaten (RIAA) | 3× Platin                                                              | 180.000  |
| Zentralamerika (CFC)      | Platin                                                                 | 70.000   |
| Insgesamt                 | 12× Platin ·                                                           | 494.000  |

### Loco (Remix)
| Land/Region               | Auszeichnungen für Musikverkäufe (Land/Region, Auszeichnung, Verkäufe) | Verkäufe |
| ------------------------- | ---------------------------------------------------------------------- | -------- |
| Spanien (Promusicae)      | Gold                                                                   | 30.000   |
| Vereinigte Staaten (RIAA) | 4× Platin                                                              | 240.000  |
| Insgesamt                 | 1× Gold · 4× Platin ·                                                  | 270.000  |

### Quiéreme mientras se pueda
| Land/Region               | Auszeichnungen für Musikverkäufe (Land/Region, Auszeichnung, Verkäufe) | Verkäufe  |
| ------------------------- | ---------------------------------------------------------------------- | --------- |
| Kolumbien (ASINCOL)       | 2× Platin                                                              | 40.000    |
| Mexiko (AMPROFON)         | Diamant · + 4× Platin                                                  | 540.000   |
| Spanien (Promusicae)      | 2× Platin                                                              | 120.000   |
| Vereinigte Staaten (RIAA) | 9× Platin                                                              | 540.000   |
| Zentralamerika (CFC)      | 3× Platin                                                              | 210.000   |
| Insgesamt                 | 20× Platin · 1× Diamant ·                                              | 1.450.000 |

### Color Esperanza 2020
| Land/Region          | Auszeichnungen für Musikverkäufe (Land/Region, Auszeichnung, Verkäufe) | Verkäufe |
| -------------------- | ---------------------------------------------------------------------- | -------- |
| Mexiko (AMPROFON)    | 9× Gold                                                                | 270.000  |
| Spanien (Promusicae) | Platin                                                                 | 60.000   |
| Insgesamt            | 1× Gold · 5× Platin ·                                                  | 330.000  |

### La presión
| Land/Region          | Auszeichnungen für Musikverkäufe (Land/Region, Auszeichnung, Verkäufe) | Verkäufe |
| -------------------- | ---------------------------------------------------------------------- | -------- |
| Spanien (Promusicae) | Gold                                                                   | 30.000   |
| Insgesamt            | 1× Gold ·                                                              | 30.000   |

### Será
| Land/Region         | Auszeichnungen für Musikverkäufe (Land/Region, Auszeichnung, Verkäufe) | Verkäufe |
| ------------------- | ---------------------------------------------------------------------- | -------- |
| Kolumbien (ASINCOL) | Gold                                                                   | 10.000   |
| Insgesamt           | 1× Gold ·                                                              | 10.000   |

### La nota
| Land/Region               | Auszeichnungen für Musikverkäufe (Land/Region, Auszeichnung, Verkäufe) | Verkäufe  |
| ------------------------- | ---------------------------------------------------------------------- | --------- |
| Brasilien (PMB)           | Gold                                                                   | 20.000    |
| Kolumbien (ASINCOL)       | Platin                                                                 | 20.000    |
| Mexiko (AMPROFON)         | Diamant · + 5× Gold                                                    | 450.000   |
| Spanien (Promusicae)      | 4× Platin                                                              | 160.000   |
| Vereinigte Staaten (RIAA) | 11× Platin                                                             | 660.000   |
| Zentralamerika (CFC)      | 4× Platin                                                              | 280.000   |
| Insgesamt                 | 2× Gold · 12× Platin · 2× Diamant ·                                    | 1.590.000 |

### Mala costumbre
| Land/Region          | Auszeichnungen für Musikverkäufe (Land/Region, Auszeichnung, Verkäufe) | Verkäufe |
| -------------------- | ---------------------------------------------------------------------- | -------- |
| Mexiko (AMPROFON)    | Gold                                                                   | 70.000   |
| Spanien (Promusicae) | Platin                                                                 | 40.000   |
| Zentralamerika (CFC) | Platin                                                                 | 70.000   |
| Insgesamt            | 1× Gold · 2× Platin ·                                                  | 180.000  |

### Amor en coma
| Land/Region          | Auszeichnungen für Musikverkäufe (Land/Region, Auszeichnung, Verkäufe) | Verkäufe |
| -------------------- | ---------------------------------------------------------------------- | -------- |
| Mexiko (AMPROFON)    | Gold                                                                   | 70.000   |
| Spanien (Promusicae) | Gold                                                                   | 30.000   |
| Zentralamerika (CFC) | Platin                                                                 | 70.000   |
| Insgesamt            | 2× Gold · 1× Platin ·                                                  | 170.000  |

### Maldita foto
| Land/Region          | Auszeichnungen für Musikverkäufe (Land/Region, Auszeichnung, Verkäufe) | Verkäufe |
| -------------------- | ---------------------------------------------------------------------- | -------- |
| Argentinien (CAPIF)  | Gold                                                                   | 10.000   |
| Spanien (Promusicae) | Gold                                                                   | 30.000   |
| Insgesamt            | 2× Gold ·                                                              | 40.000   |

### Te Olvido
| Land/Region               | Auszeichnungen für Musikverkäufe (Land/Region, Auszeichnung, Verkäufe) | Verkäufe |
| ------------------------- | ---------------------------------------------------------------------- | -------- |
| Spanien (Promusicae)      | Gold                                                                   | 30.000   |
| Vereinigte Staaten (RIAA) | 2× Platin                                                              | 120.000  |
| Insgesamt                 | 1× Gold · 2× Platin ·                                                  | 150.000  |

### Una vaina loca
| Land/Region               | Auszeichnungen für Musikverkäufe (Land/Region, Auszeichnung, Verkäufe) | Verkäufe |
| ------------------------- | ---------------------------------------------------------------------- | -------- |
| Spanien (Promusicae)      | 3× Platin                                                              | 180.000  |
| Vereinigte Staaten (RIAA) | Platin                                                                 | 60.000   |
| Insgesamt                 | 4× Platin ·                                                            | 240.000  |

### Vacaciones
| Land/Region          | Auszeichnungen für Musikverkäufe (Land/Region, Auszeichnung, Verkäufe) | Verkäufe |
| -------------------- | ---------------------------------------------------------------------- | -------- |
| Spanien (Promusicae) | Gold                                                                   | 30.000   |
| Insgesamt            | 1× Gold ·                                                              | 30.000   |

### La bachata
| Land/Region               | Auszeichnungen für Musikverkäufe (Land/Region, Auszeichnung, Verkäufe) | Verkäufe    |
| ------------------------- | ---------------------------------------------------------------------- | ----------- |
| Brasilien (PMB)           | 2× Platin                                                              | 80.000      |
| Chile (IFPI)              | Diamant                                                                | 400.000     |
| Frankreich (SNEP)         | Platin                                                                 | 200.000     |
| Italien (FIMI)            | 2× Platin                                                              | 200.000     |
| Kanada (MC)               | Platin                                                                 | 80.000      |
| Mexiko (AMPROFON)         | 2× Diamant · + 5× Gold                                                 | 1.750.000   |
| Peru (UNIMPRO)            | Diamant · + Platin                                                     | 106.000     |
| Portugal (AFP)            | 8× Platin                                                              | 80.000      |
| Schweiz (IFPI)            | Platin                                                                 | 20.000      |
| Spanien (Promusicae)      | 19× Platin                                                             | 1.140.000   |
| Vereinigte Staaten (RIAA) | Platin                                                                 | (1.000.000) |
| Vereinigte Staaten (RIAA) | 22× Platin (Latin)                                                     | 1.320.000   |
| Zentralamerika (CFC)      | 3× Platin                                                              | 210.000     |
| Insgesamt                 | 1× Gold · 43× Platin · 6× Diamant ·                                    | 5.586.000   |

### Los cachos
| Land/Region               | Auszeichnungen für Musikverkäufe (Land/Region, Auszeichnung, Verkäufe) | Verkäufe |
| ------------------------- | ---------------------------------------------------------------------- | -------- |
| Spanien (Promusicae)      | Platin                                                                 | 60.000   |
| Vereinigte Staaten (RIAA) | 3× Platin                                                              | 180.000  |
| Insgesamt                 | 4× Platin ·                                                            | 240.000  |

### Éxtasis
| Land/Region               | Auszeichnungen für Musikverkäufe (Land/Region, Auszeichnung, Verkäufe) | Verkäufe |
| ------------------------- | ---------------------------------------------------------------------- | -------- |
| Spanien (Promusicae)      | Gold                                                                   | 30.000   |
| Vereinigte Staaten (RIAA) | Platin                                                                 | 60.000   |
| Insgesamt                 | 1× Gold · 1× Platin ·                                                  | 90.000   |

### El merengue
| Land/Region               | Auszeichnungen für Musikverkäufe (Land/Region, Auszeichnung, Verkäufe) | Verkäufe  |
| ------------------------- | ---------------------------------------------------------------------- | --------- |
| Brasilien (PMB)           | Gold                                                                   | 20.000    |
| Chile (IFPI)              | Gold                                                                   | 90.000    |
| Frankreich (SNEP)         | Gold                                                                   | 100.000   |
| Italien (FIMI)            | Gold                                                                   | 50.000    |
| Kanada (MC)               | Platin                                                                 | 80.000    |
| Mexiko (AMPROFON)         | 4× Platin                                                              | 560.000   |
| Portugal (AFP)            | 4× Platin                                                              | 40.000    |
| Schweiz (IFPI)            | Platin                                                                 | 20.000    |
| Spanien (Promusicae)      | 11× Platin                                                             | 660.000   |
| Vereinigte Staaten (RIAA) | 6× Platin                                                              | 360.000   |
| Insgesamt                 | 4× Gold · 27× Platin ·                                                 | 1.980.000 |

### Vagabundo
| Land/Region               | Auszeichnungen für Musikverkäufe (Land/Region, Auszeichnung, Verkäufe) | Verkäufe  |
| ------------------------- | ---------------------------------------------------------------------- | --------- |
| Brasilien (PMB)           | Gold                                                                   | 20.000    |
| Spanien (Promusicae)      | 9× Platin                                                              | 540.000   |
| Vereinigte Staaten (RIAA) | 8× Platin                                                              | 480.000   |
| Zentralamerika (CFC)      | 3× Platin                                                              | 210.000   |
| Insgesamt                 | 1× Gold · 20× Platin ·                                                 | 1.250.000 |

### Copa vacía
| Land/Region               | Auszeichnungen für Musikverkäufe (Land/Region, Auszeichnung, Verkäufe) | Verkäufe |
| ------------------------- | ---------------------------------------------------------------------- | -------- |
| Brasilien (PMB)           | Gold                                                                   | 20.000   |
| Mexiko (AMPROFON)         | 3× Gold                                                                | 210.000  |
| Spanien (Promusicae)      | 2× Platin                                                              | 120.000  |
| Vereinigte Staaten (RIAA) | 5× Platin                                                              | 400.000  |
| Insgesamt                 | 2× Gold · 8× Platin ·                                                  | 650.000  |

### De Lunes a Lunes
| Land/Region               | Auszeichnungen für Musikverkäufe (Land/Region, Auszeichnung, Verkäufe) | Verkäufe |
| ------------------------- | ---------------------------------------------------------------------- | -------- |
| Mexiko (AMPROFON)         | 3× Gold                                                                | 210.000  |
| Vereinigte Staaten (RIAA) | Gold                                                                   | 30.000   |
| Insgesamt                 | 2× Gold · 1× Platin ·                                                  | 240.000  |

### Mamasota
| Land/Region          | Auszeichnungen für Musikverkäufe (Land/Region, Auszeichnung, Verkäufe) | Verkäufe |
| -------------------- | ---------------------------------------------------------------------- | -------- |
| Spanien (Promusicae) | Gold                                                                   | 30.000   |
| Insgesamt            | 1× Gold ·                                                              | 30.000   |

### 1000cosas
| Land/Region          | Auszeichnungen für Musikverkäufe (Land/Region, Auszeichnung, Verkäufe) | Verkäufe |
| -------------------- | ---------------------------------------------------------------------- | -------- |
| Spanien (Promusicae) | 4× Platin                                                              | 240.000  |
| Insgesamt            | 4× Platin ·                                                            | 240.000  |

### Qué pecao
| Land/Region          | Auszeichnungen für Musikverkäufe (Land/Region, Auszeichnung, Verkäufe) | Verkäufe |
| -------------------- | ---------------------------------------------------------------------- | -------- |
| Kolumbien (ASINCOL)  | Gold                                                                   | 10.000   |
| Spanien (Promusicae) | Platin                                                                 | 60.000   |
| Insgesamt            | 1× Gold · 1× Platin ·                                                  | 70.000   |

### Que haces
| Land/Region          | Auszeichnungen für Musikverkäufe (Land/Region, Auszeichnung, Verkäufe) | Verkäufe |
| -------------------- | ---------------------------------------------------------------------- | -------- |
| Spanien (Promusicae) | Gold                                                                   | 50.000   |
| Insgesamt            | 1× Gold ·                                                              | 50.000   |

## Auszeichnungen nach Liedern

### Te quemaste
| Land/Region          | Auszeichnungen für Musikverkäufe (Land/Region, Auszeichnung, Verkäufe) | Verkäufe |
| -------------------- | ---------------------------------------------------------------------- | -------- |
| Italien (FIMI)       | Gold                                                                   | 50.000   |
| Mexiko (AMPROFON)    | 2× Platin                                                              | 120.000  |
| Spanien (Promusicae) | 3× Platin                                                              | 180.000  |
| Insgesamt            | 1× Gold · 5× Platin ·                                                  | 350.000  |

### Pegao
| Land/Region               | Auszeichnungen für Musikverkäufe (Land/Region, Auszeichnung, Verkäufe) | Verkäufe |
| ------------------------- | ---------------------------------------------------------------------- | -------- |
| Mexiko (AMPROFON)         | Gold                                                                   | 30.000   |
| Vereinigte Staaten (RIAA) | Platin                                                                 | 60.000   |
| Insgesamt                 | 1× Gold · 1× Platin ·                                                  | 90.000   |

### Bailemos
| Land/Region          | Auszeichnungen für Musikverkäufe (Land/Region, Auszeichnung, Verkäufe) | Verkäufe |
| -------------------- | ---------------------------------------------------------------------- | -------- |
| Spanien (Promusicae) | Gold                                                                   | 30.000   |
| Insgesamt            | 1× Gold ·                                                              | 30.000   |

### Una Cerveza
| Land/Region       | Auszeichnungen für Musikverkäufe (Land/Region, Auszeichnung, Verkäufe) | Verkäufe |
| ----------------- | ---------------------------------------------------------------------- | -------- |
| Mexiko (AMPROFON) | Diamant · + Gold                                                       | 770.000  |
| Insgesamt         | 1× Gold · 1× Diamant ·                                                 | 770.000  |

### De vuelta
| Land/Region          | Auszeichnungen für Musikverkäufe (Land/Region, Auszeichnung, Verkäufe) | Verkäufe |
| -------------------- | ---------------------------------------------------------------------- | -------- |
| Spanien (Promusicae) | Gold                                                                   | 30.000   |
| Insgesamt            | 1× Gold ·                                                              | 30.000   |

## Statistik und Quellen
| Land/RegionAuszeichnungen für Musikverkäufe (Land/Region, Auszeichnungen, Verkäufe, Quellen) | Gold       | Platin         | Diamant       | Verkäufe  | Quellen             |
| -------------------------------------------------------------------------------------------- | ---------- | -------------- | ------------- | --------- | ------------------- |
| Argentinien (CAPIF)                                                                          | 2× Gold2   | —              | —             | 20.000    | Einzelnachweise     |
| Brasilien (PMB)                                                                              | 4× Gold4   | 3× Platin3     | —             | 200.000   | pro-musicabr.org.br |
| Chile (IFPI)                                                                                 | Gold1      | Platin1        | 2× Diamant2   | 1.110.000 | profovi.cl CL2 CL3  |
| Ecuador (SOPROFON)                                                                           | —          | 4× Platin4     | —             | 24.000    | Einzelnachweise     |
| Frankreich (SNEP)                                                                            | Gold1      | Platin1        | —             | 300.000   | snepmusique.com     |
| Italien (FIMI)                                                                               | 2× Gold2   | 5× Platin5     | —             | 550.000   | fimi.it             |
| Kanada (MC)                                                                                  | —          | 5× Platin5     | —             | 400.000   | Einzelnachweise     |
| Kolumbien (ASINCOL)                                                                          | 2× Gold2   | 6× Platin6     | Diamant1      | 240.000   | Einzelnachweise     |
| Mexiko (AMPROFON)                                                                            | 17× Gold17 | 50× Platin50   | 13× Diamant13 | 9.650.000 | amprofon.com.mx     |
| Peru (UNIMPRO)                                                                               | Gold1      | Platin1        | Diamant1      | 109.000   | Einzelnachweise     |
| Portugal (AFP)                                                                               | —          | 12× Platin12   | —             | 120.000   | Einzelnachweise     |
| Schweiz (IFPI)                                                                               | —          | 2× Platin2     | —             | 40.000    | hitparade.ch        |
| Spanien (Promusicae)                                                                         | 18× Gold18 | 85× Platin85   | —             | 5.450.000 | elportaldemusica.es |
| Vereinigte Staaten (RIAA)                                                                    | 2× Gold2   | 75× Platin75   | 5× Diamant5   | 7.440.000 | riaa.com            |
| Zentralamerika (CFC)                                                                         | Gold1      | 17× Platin17   | —             | 1.165.000 | cfc-musica.com      |
| Insgesamt                                                                                    | 51× Gold51 | 267× Platin267 | 22× Diamant22 |           |                     |